# Bělbožice

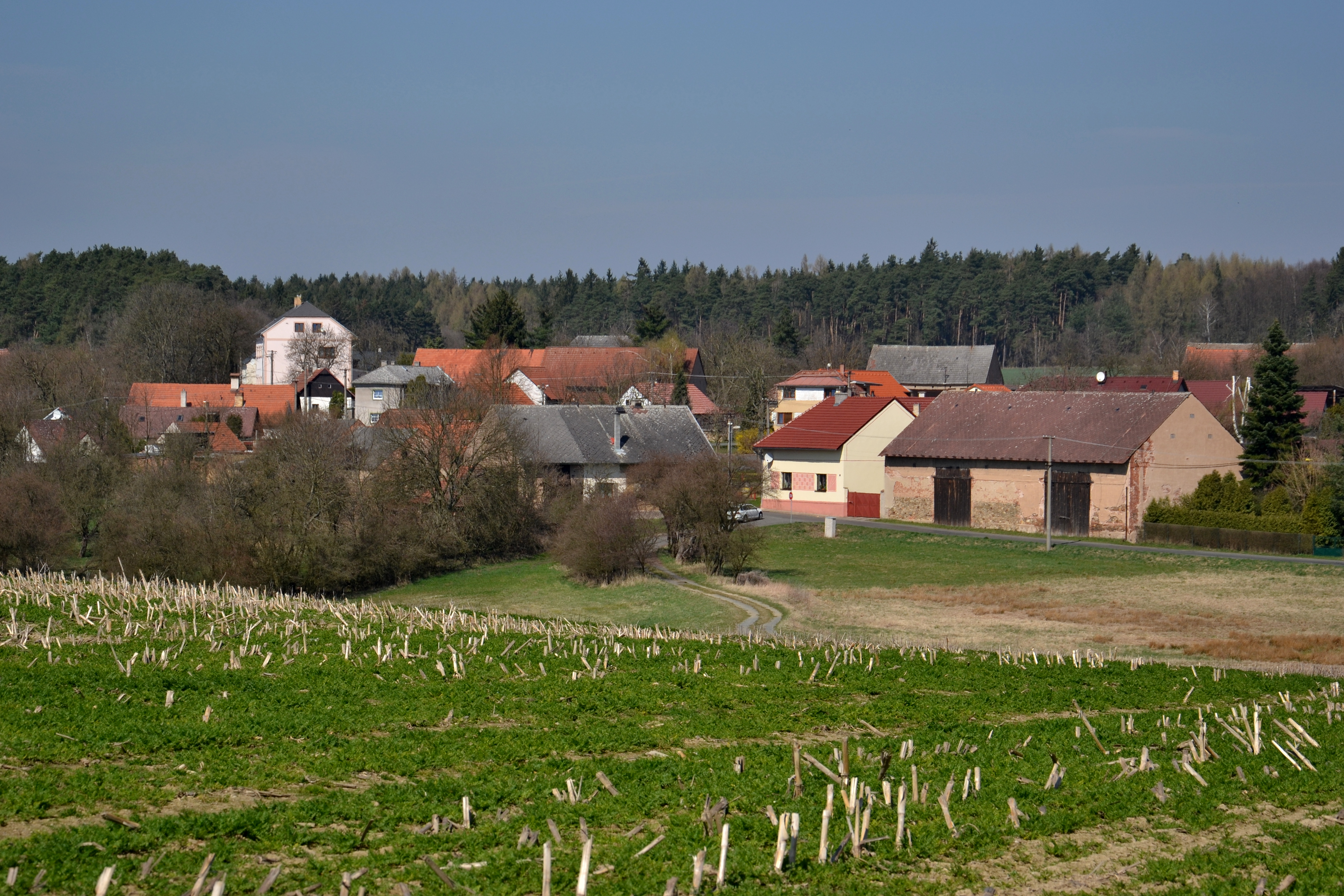
Blick von Südwesten auf das Dorf

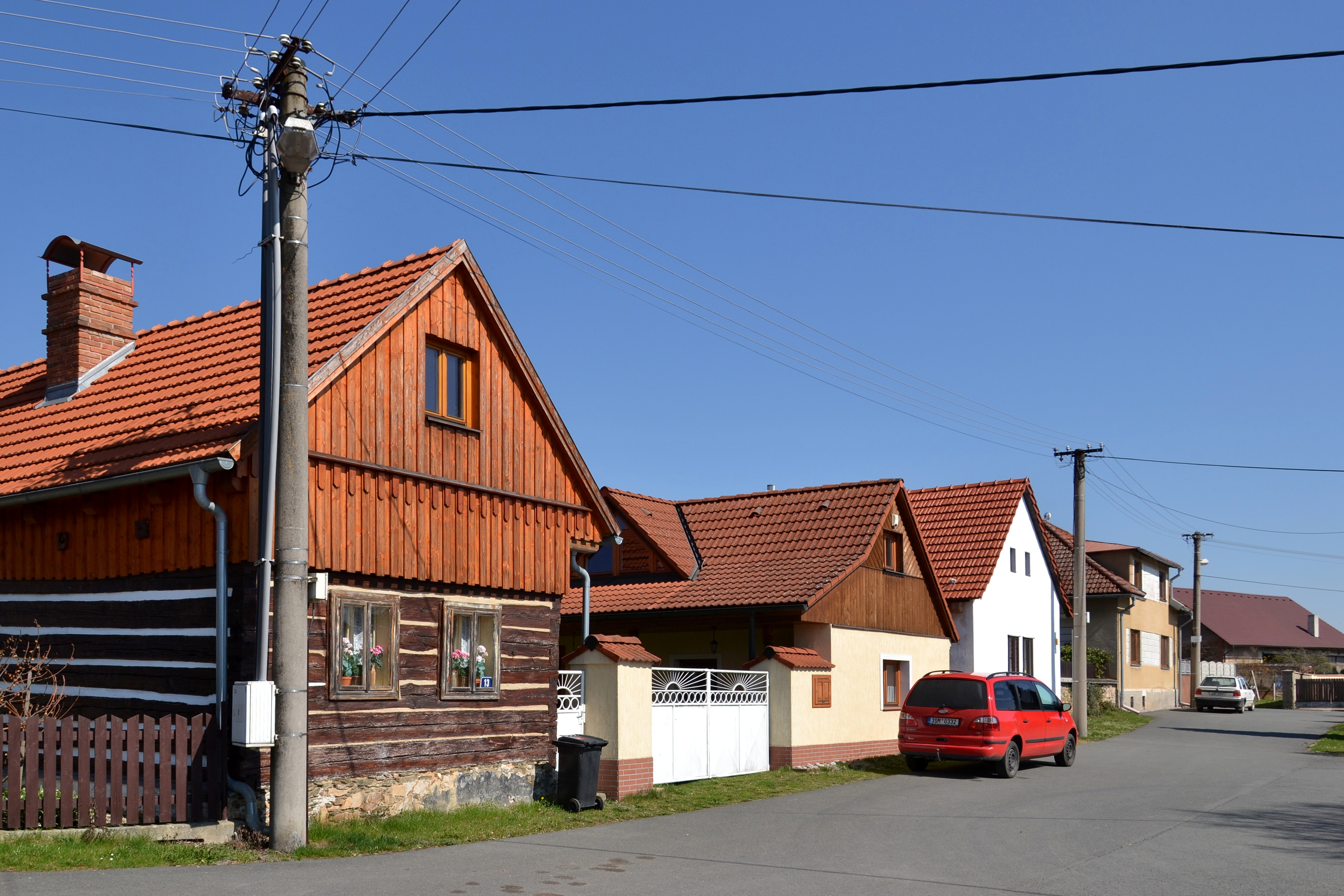
Häuser an der Nordseite des Dorfplatzes

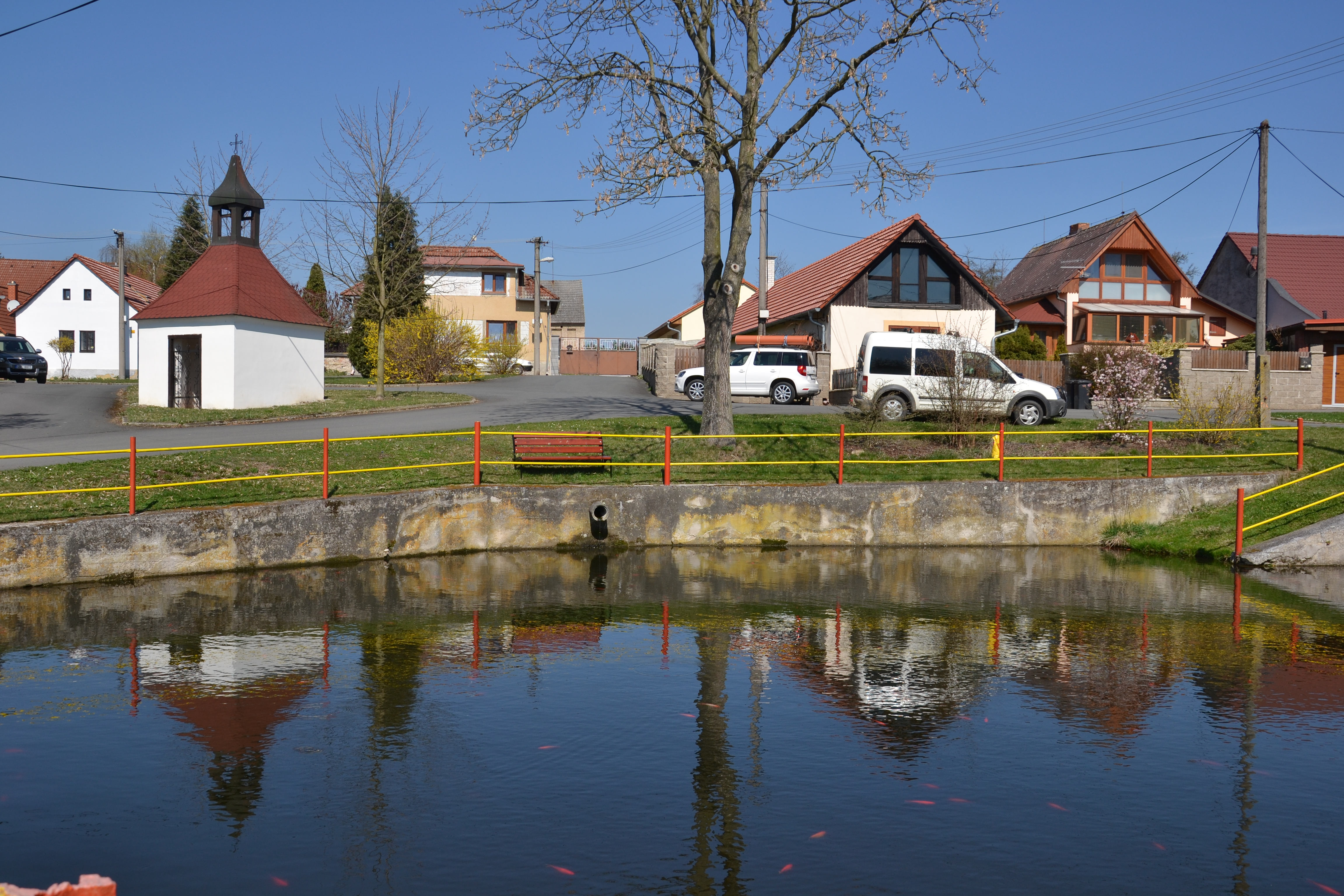
Kapelle und Ostseite des Dorfplatzes

Bělbožice (deutsch Belbowitz, auch Welbowitz) ist ein Ortsteil der Gemeinde Šípy (Schippen) in Tschechien. Er liegt zehn Kilometer nordöstlich von Kralovice (Kralowitz) und gehört zum Okres Rakovník.

## Geographie
Der Rundling Bělbožice befindet sich linksseitig über dem Tal des Baches Čistecký potok in der Kralovická pahorkatina (Kralowitzer Hügelland). Nördlich erhebt sich der Dlouhý les (492 m n.m.), im Süden der Velký kopec (492 m n.m.).
Nachbarorte sind Křekovice und Všesulov im Norden, Šípský Mlýn, Krakov und Nový Dvůr im Nordosten, Krakovec im Osten, Šípy und Milíčov im Südosten, Březsko, Holovousy, Všehrdy und Hedčany im Süden, Břežany im Südwesten, Hradecko und Strachovice im Westen sowie Čistá im Nordwesten.

## Geschichte
Der Ortsname leitet sich vermutlich von der altslawischen Gottheit Bělboh her. Es wird angenommen, dass einer der Hügel bei Bělbožice ursprünglich den Namen Bělboh trug und ein anderer rechtsseitig der Javornice bei Černíkovice Černík hieß. Damit verbunden ist die Sage vom Teufelsfelsen unter Kožlany, bei dem der Teufel die Stadt durch eine Mauer in der Javornice überstauen wollte, die jedoch beim ersten Hahnenschrei nicht vollendet war und zusammenfiel. Der Historiker Jan Peisker sah darin auch eine interessante Analogie zum Bieleboh und Czorneboh in der Lausitz.
Die erste urkundliche Erwähnung von Bělbožice erfolgte im Jahre 1406 als Teil des Albrecht von Kolowrat gehörigen Gutes Březsko. Sein Sohn Hanuss von Kolowrat erhielt wegen seiner Verdienste während der Hussitenkriege als königlicher Hauptmann von König Sigismund die Burg Krašov zugeschrieben und schloss sein Gut Březsko an die Burgherrschaft an. 1430 vererbte er die Herrschaft Krašov mit Březsko seinem Sohn Hanuss d. J. auf Zbiroh, Točník und Žebrák. Im Jahre 1534 wurden die Güter Krašov, Březsko und Milíčov Nikolaus Sviták von Landstein landtäflig zugeschrieben. Er verkaufte sie um 1540 an Dietrich Kolowrat-Bezdružicky, der die Güter wenig später an Katharina von Solopisk, die Ehefrau des Wilhelm Sviták von Landstein, weiterreichte. Katharina von Solopisk trennte um 1570 die Güter Březsko und Milíčov von Krašov ab und verkaufte sie an Jan d. Ä. Chlumčanský von Přestavlk auf Slatina. Nach wenigen Jahren gelangten beide Güter wieder zur Herrschaft Krašov zurück. Katharinas Sohn, Wilhelm d. J. Sviták von Landstein, trennte Březsko und Milíčov 1576 erneut von Krašov ab und veräußerte die Güter an Sebastian Lažanský von Bukowa auf Chříč, der 1585 die Güter Chříč und Dubian mit Studena wegen Überschuldung an Johann Teyrzowsky von Ensiedl verkaufte und die Feste Březsko zu seinem neuen Sitz machte. Bělbožice verblieb dabei bei Březsko. Im Jahre 1604 veräußerte Sebastian Lažanský das Gut Březsko mit den zugehörigen Dörfern an Johann Teyrzowsky. Johann Teyrzowskys Sohn, der Rakonitzer Kreishauptmann Heinrich Jakob Teyrzowsky von Ensiedl, vererbte 1618 die Güter Křič, Kožlan, Břesko und Dubian  seinem Sohn Johann d. J. Im Jahre 1621 erwarb Bohuslaw Kolowrat-Krakowsky auf Šípy und Všesulov die Güter Křič, Kožlan, Břesko  und Dubian  von Johann d. J. Teyrzowsky von Ensiedl. Im Jahre 1625 gehörten sämtliche Güter Hermann Warlich von Bubna. Ab 1650 waren die Freiherren Teyrzowsky von Ensiedl erneut Besitzer der Herrschaft Křič. Im Jahre 1713 veräußerten die Brüder Teyrzowsky von Ensiedl die Herrschaft Křič für 211.000 Gulden an Wenzel Josef Lažanský von Bukowa auf Manetin. Dieser kaufte im selben Jahre noch vom Prager Domkapitel bei St. Veit das Gut Tschistay hinzu und vereinigte es mit der Herrschaft. 1715 erbten seine Witwe Marie Gabriele, geborene Czernin von und zu Chudenitz, und die Söhne Maximilian Wenzel und Karl Josef Lažanský den Besitz. Marie Gabriele Lažanský starb 1758 als Oberin des Reichsstiftes adeliger Fräulein in der Neustadt Prag und hinterließ eine Hälfte der verschuldeten Herrschaft dem Stift. Die andere Hälfte wurde auf Antrag ihrer Gläubiger subhastiert; da sich dafür jedoch kein Interessent fand, fiel sie den Lažanskýschen Erben zu, die sie 1764 dem Fräuleinstift, das später den Namen „k.k. freiweltadeliges Damenstift zu den heiligen Engeln in der Altstadt Prag“ erhielt, verkauften. In der Topographie des Königreichs Böhmen von 1785 wurde Belbowitz ohne Angabe der Häuserzahl genannt. Während der Josephinischen Reformen wurde die Herrschaft im Jahre 1787 an das Prager Theresianum angeschlossen, 1791 ging sie an das Damenstift zurück.
Im Jahre 1843 bestand das im Rakonitzer Kreis gelegene Dorf Welbowitz, auch Belbowitz genannt, aus 21 Häusern mit 166 tschechischsprachigen Einwohnern. Im Ort gab es ein Wirtshaus. Pfarr- und Schulort war Kožlan. Bis zur Mitte des 19. Jahrhunderts blieb Welbowitz der Herrschaft Křič untertänig.
Nach der Aufhebung der Patrimonialherrschaften bildete Velbovice / Welbowitz ab 1850 einen Ortsteil der Gemeinde Šípy / Schippen im Gerichtsbezirk Kralowitz. Ab 1868 gehörte Bělbožice / Belbowitz zum Bezirk Kralowitz. Im Jahre 1869 bestand das Dorf aus 22 Häusern und hatte 158 Einwohner. Im Jahre 1906 verkaufte das Freiweltadelige Damenstift zu den heiligen Engeln die Grundherrschaft Chříč an Stephan von Götzendorf-Grabowski, der sie 1910 an Gustav Fischer veräußerte. Anschließend wechselten die Besitzer in rascher Folge. Im Jahre 1900 hatte Bělbožice 99 Einwohner, 1910 waren es 120.
Nach dem Ersten Weltkrieg zerfiel der Vielvölkerstaat Österreich-Ungarn, Bělbožice wurde 1918 Teil der neu gebildeten Tschechoslowakischen Republik. Beim Zensus von 1921 lebten in den 22 Häusern des Dorfes 115 Tschechen. 1930 lebten in den 24 Häusern von Bělbožice 103 Personen. Zwischen 1939 und 1945 gehörte Bělbožice zum Protektorat Böhmen und Mähren. Nach dem Ende des Zweiten Weltkrieges kam Bělbožice zur wiedererrichteten Tschechoslowakei zurück. 1949 erfolgte die Umgliederung des Dorfes in den neuen Okres Plasy. 1950 lebten in den 24 Häusern von Bělbožice 71 Personen. Bei der Gebietsreform von 1960 erfolgte die Aufhebung des Okres Plasy, Bělbožice wurde Teil des Okres Rakovník. Am 1. Januar 1980 wurde Bělbožice nach Čistá eingemeindet. Seit dem 24. November 1990 ist Bělbožice wieder ein Ortsteil von Šípy. Beim Zensus von 1991 lebten in den 20 Häusern von Bělbožice 59 Personen. 2011 hatte das Dorf 38 Einwohner und bestand wiederum aus 20 Wohnhäusern.

## Ortsgliederung
Bělbožice ist Teil des Katastralbezirkes Šípy. Zu Bělbožice gehört die Einschicht Šípská Hájovna.

## Sehenswürdigkeiten
- Kapelle, auf dem Dorfplatz
- Wegkreuz am Abzweig nach Břežany